# 獅子内美帆
獅子内　美帆（ししうち　みほ、1992年8月21日 - ）は、日本の女性アイスホッケー選手。ポジションはフォワード。釧路明輝高校卒業。釧路ベアーズを経てトヨタシグナス所属。

## プロフィール
北海道釧路市出身。5歳の時にアイスホッケーを始める。
中学入学後、六花亭ベアーズ（現釧路ベアーズ）に入団。高校在籍時にU-18アイスホッケー女子日本代表に選出され、2009年と2010年のU-18世界選手権に出場。高校卒業後も釧路に残り、ベアーズのキャプテンも務めた。
アイスホッケー女子日本代表にも選出され、2011年アジア冬季競技大会（カザフスタン・アルマトイ）で銀メダル。2013年2月にはスロバキア・ポプラトで行われたソチオリンピック最終予選に出場し、日本女子4大会ぶりのオリンピック出場権を獲得。
2013年5月、苫小牧市に移りトヨタシグナスに移籍。

## 日本代表歴
- 女子アイスホッケー世界選手権
  - ディヴィジョンI　2012年、2013年
- オリンピック予選
  - ソチ最終予選